# Mauzoleum królewny Anny Wazówny

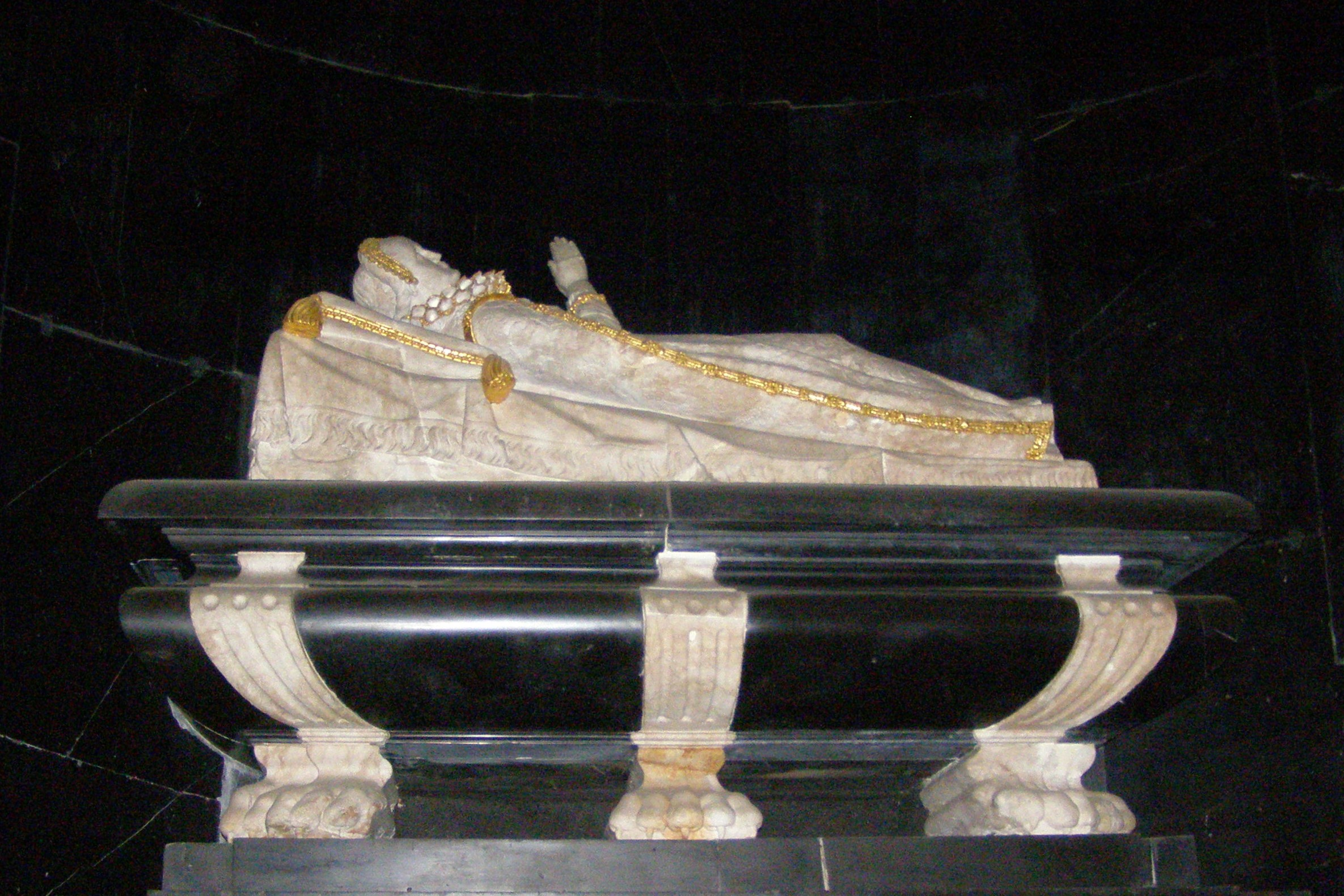
Sarkofag Anny Wazówny

Mauzoleum królewny Anny Wazówny – mauzoleum znajdujące się w kościele Wniebowzięcia Najświętszej Marii Panny w Toruniu. Jest w nim pochowana Anna Wazówna, szwedzka królewna i siostra króla Zygmunta III Wazy.

## Okoliczności pochowania Anny Wazówny w Toruniu
Anna Wazówna przybyła do Polski w 1587 roku, po wybraniu jej brata na króla. Do 1598 roku spędzała czas pomiędzy Polską a Szwecją, po detronizacji Zygmunta z tronu Szwecji resztę życia spędziła w Polsce. Była wyznania ewangelickiego, w przeciwieństwie do jej brata, przynależącego do kościoła katolickiego. Zmarła w 1625 roku w Brodnicy. Zygmunt III Waza pragnął pochować ją na Wawelu, jednak nie uzyskał zgody ze strony Rzymu. Anna Wazówna nie mogła zostać pochowana w Brodnicy, gdzie starostwo dążyła do usunięcia ewangelików z miasta. Ciało Anny Wazówny przez 11 lat pozostawało niepochowane. Kwestię pochówki przełożono również z powodu wybuchu wojny polsko-szwedzkiej. Podczas oblężenia Brodnicy w 1629 roku wojska szwedzkie dokonały profanacji zwłok.
Pogrzeb Anny Wazówny odbył się dopiero 16 lipca 1636 roku. Został zorganizowany przez Władysława IV Wazę, syna Zygmunta. Ze względu na to, że w Brodnicy utrzymywało nietolerancyjną politykę wobec ewangelików, na miejsce pochówku król obrał kościół Wniebowzięcia Najświętszej Marii Panny w Toruniu, stanowiący wówczas jeden z ważniejszych świątyń ewangelickich w ziemi chełmińskiej. Zwłoki złożono w krypcie pod pospiesznie wzniesionym mauzoleum.

## Historia mauzoleum
Według Jana Tajchman mauzoleum wykonano w 1636 roku. Jerzy Domasłowski sugeruje, że mauzoleum ukończono rok później, na co wskazuje inskrypcja znajdująca się na dwuskrzydłowej kracie pochodzącej z połowy XVIII wieku. Projektant i wykonawca mauzoleum jest nieznany. Kratę wykonał rzeźbiarz z Królewca Jan Ernest Debes, jednak autorstwo Debesa jest kwestionowane. Złocona krata wmontowano po przejęciu kościoła przez bernardynów po tumulcie toruńskim z 1724 roku. Miała ona podporządkować pomnik nowemu, katolickiemu ołtarzowi.
W 1825 roku dokonano naprawy uszkodzonych figur. Pod koniec XIX wieku arkadę zamknięto niską przegrodą. W latach 1900–1903 malborski rzeźbiarz Herman Still przeprowadził konserwację gzymsu i figur. Prace przeprowadzono dzięki dotacji rządu pruskiego i funduszom uzyskanym ze Szwecji. W okresie międzywojennym mauzoleum oczyszczono. Gruntowną konserwację mauzoleum przeprowadzono z przerwami w latach 1980–1995.
W 1994 roku otworzono kryptę grobową. Dostrzeżono, że zwłoki Anny Wazówny pozostawiono w nieładzie i nie były one ułożone do trumny. Przed ponownym pochówkiem przeprowadzono badania anatomiczne szkieletu. Drugi pogrzeb odbył się 15 października 1995 roku, z okazji zamknięcia obchodów 350. rocznicy Colloquium charitativum. Uroczystość miała charakter ekumeniczny i międzynarodowy.

## Opis mauzoleum
Mauzoleum to niewielki budynek w formie półokrągłej kaplicy. Zostało dobudowane do północnej ściany drugiego przęsła prezbiterium, w sąsiedztwie ołtarza. Jest pokryte sklepieniem konchowym.

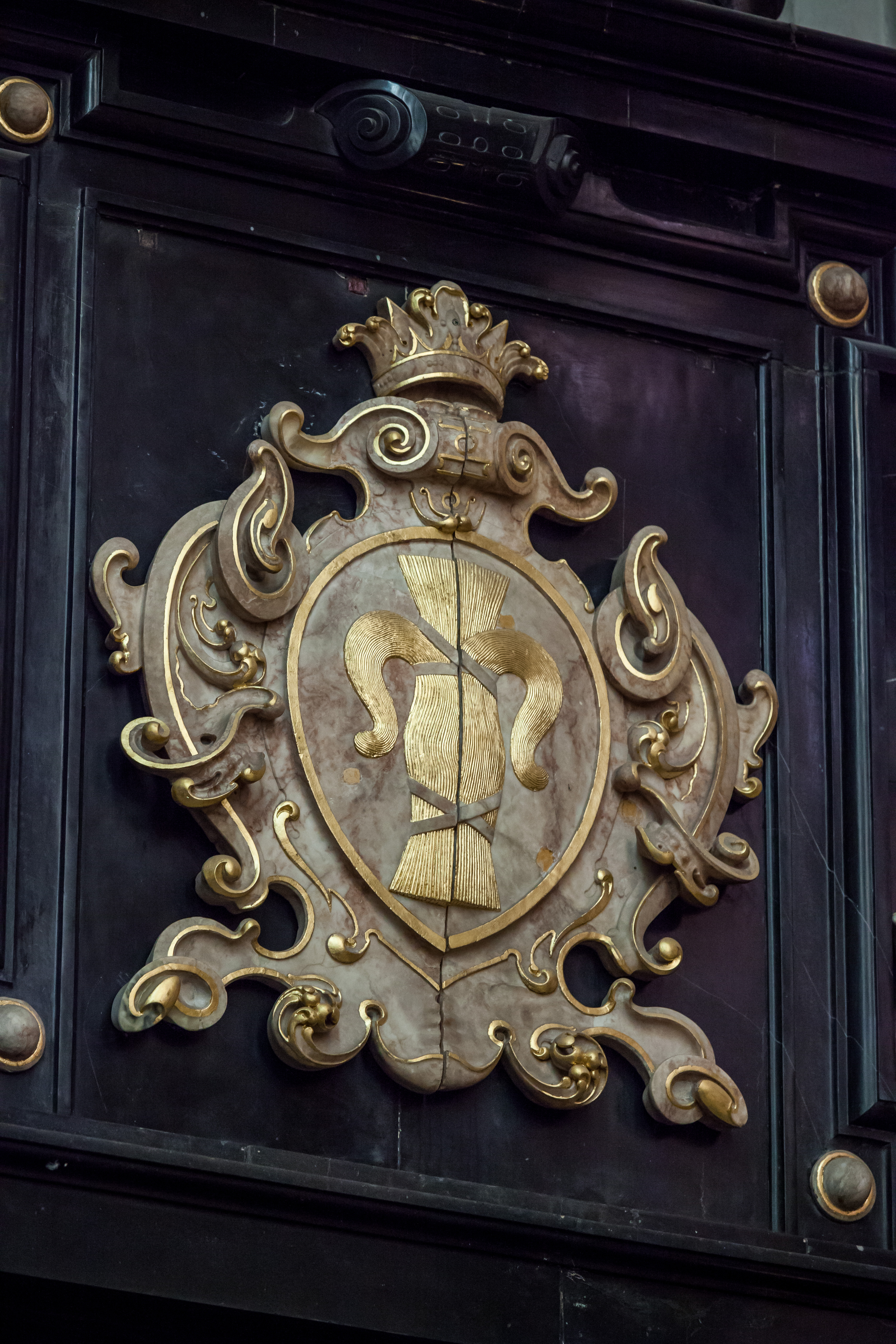
Herb Wazów

Do wnętrza mauzoleum prowadzi ozdobny portal o wysokości ok. 10 m. Ma formę arkady o półkolistym łuku. Łuk podtrzymują masywne kolumny korynckie. Mają one gładkie trzony i są umieszczone na zewnątrz pilastry. W przyłuczach arkady znajdują się ozdobne tkaniny. Wyżej znajduje się herb Wazów (snopek), po bokach herbu trzy korony szwedzkie i lew dynastii Folkungów. Na szczycie umieszczono trzy figury alegoryczne: Wdzięczność (po lewej stronie), Wiarę Chrześcijańską (po prawej stronie), Zwycięstwo (w centrum).
Nie wiadomo, czy portal został zbudowany przed pogrzebem. W relacjach pogrzebu nie pojawiają się żadne informacje o portalu, wobec czego (zdaniem Jerzego Domasłowskiego) figura Anny Wazówny powstała przed ukończeniem portalu.
Niemal proste wnętrze mauzoleum wypełnia nagrobek, wykonany z białego alabastru i wapnia dębnickiego oraz ozdobiony złoconymi ornamentami. Nagrobek umieszczono na czarnym, dwuczęściowym cokole. Po bokach cokołu umieszczono spływy wolutowe z alabastru, zdobione pękami owocowo-listnymi. Pomiędzy wolutami znajduje się pusta przestrzeń, gdzie miała się znajdować długa inskrypcja w języku łacińskim. Sarkofag wznosi się na trzech parach lwich łap.
Na sarkofagu umieszczono rzeźbę przedstawiającą Annę Wazównę spoczywającą na ozdobnej pościeli. Królewna ma złożone dłonie, ma na sobie długą suknię, zdobiony perłami płaszcz na ramionach i kryzę pod szyją.